# Gran Premio motociclistico di Francia 1961
Il Gran Premio motociclistico di Francia fu il terzo appuntamento del motomondiale 1961.
Si svolse il 21 maggio 1961 sul circuito di Clermont-Ferrand. Erano in programma tutte le classi tranne la 350. Si svolse anche una gara nazionale riservata alla classe 50, vinta da Jean-Claude Serre (Itom).
Doppietta per Tom Phillis in 125 e 250. Entrambe le gare videro l'esordio nel Mondiale della Yamaha, che raccolse due ottavi posti (in 125 con Tansharu Noguchi e in 250 con Fumio Itō).
Gary Hocking, ritirato in 250, si rifece in 500.
Nei sidecar vittoria a Fritz Scheidegger davanti a Max Deubel.

## Classe 500

### Arrivati al traguardo
| Pos. | Pilota            | Moto      | Tempo        | Punti |
| ---- | ----------------- | --------- | ------------ | ----- |
| 1    | Gary Hocking      | MV Privat | 1h 04' 26" 6 | 8     |
| 2    | Mike Hailwood     | Norton    | +1' 19" 7    | 6     |
| 3    | Antoine Paba      | Norton    | +1 giro      | 4     |
| 4    | Gyula Marsovszky  | Matchless | +1 giro      | 3     |
| 5    | Fritz Messerli    | Matchless | +1 giro      | 2     |
| 6    | Roland Föll       | Matchless | +1 giro      | 1     |
| 7    | Raphaël Orinel    | Norton    | +2 giri      |       |
| 8    | Luigi Bernagozzi  | Norton    |              |       |
| 9    | René Goetz        | BSA       |              |       |
| 10   | Georges Cony      | Norton    |              |       |
| 11   | Jacques Insermini | Norton    |              |       |
| 12   | Bruno Hofmann     | Norton    |              |       |

### Ritirati
| Pilota               | Moto      | Motivo ritiro   |
| -------------------- | --------- | --------------- |
| Pierre James         | Norton    |                 |
| Bror-Erland Carlsson | Matchless | uscita di pista |
| Hans Pesl            | Norton    | uscita di pista |

## Classe 250

### Arrivati al traguardo
| Pos. | Pilota              | Moto        | Tempo        | Punti |
| ---- | ------------------- | ----------- | ------------ | ----- |
| 1    | Tom Phillis         | Honda       | 1h 00' 00" 2 | 8     |
| 2    | Mike Hailwood       | Honda       | +30" 3       | 6     |
| 3    | Kunimitsu Takahashi | Honda       | +1' 21" 8    | 4     |
| 4    | Tarquinio Provini   | Moto Morini |              | 3     |
| 5    | Silvio Grassetti    | Benelli     |              | 2     |
| 6    | Jim Redman          | Honda       |              | 1     |
| 7    | Alan Shepherd       | MZ          |              |       |
| 8    | Fumio Itō           | Yamaha      | +1 giro      |       |
| 9    | Marcelin Herranz    | Moto Morini |              |       |
| 10   | Tansharu Noguchi    | Yamaha      |              |       |

### Ritirati
| Pilota       | Moto      | Motivo ritiro    |
| ------------ | --------- | ---------------- |
| Gary Hocking | MV Privat | guasto meccanico |

## Classe 125

### Arrivati al traguardo
| Pos. | Pilota              | Moto       | Tempo     | Punti |
| ---- | ------------------- | ---------- | --------- | ----- |
| 1    | Tom Phillis         | Honda      | 55' 41" 2 | 8     |
| 2    | Ernst Degner        | MZ         | +0" 2     | 6     |
| 3    | Jim Redman          | Honda      | +1' 02" 6 | 4     |
| 4    | Mike Hailwood       | EMC        |           | 3     |
| 5    | Luigi Taveri        | Honda      |           | 2     |
| 6    | Kunimitsu Takahashi | Honda      |           | 1     |
| 7    | Ulf Svensson        | Ducati     |           |       |
| 8    | Tansharu Noguchi    | Yamaha     | +1 giro   |       |
| 9    | Benjamin Savoye     | FB Mondial |           |       |
| 10   | René Barone         | MV Agusta  | +2 giri   |       |

## Classe sidecar

### Arrivati al traguardo
| Pos | Pilota            | Passeggero      | Moto | Tempo     | Punti |
| --- | ----------------- | --------------- | ---- | --------- | ----- |
| 1   | Fritz Scheidegger | Horst Burkhardt | BMW  | 58' 53" 4 | 8     |
| 2   | Max Deubel        | Emil Hörner     | BMW  | +1' 13"   | 6     |
| 3   | Edgar Strub       | Kurt Huber      | BMW  | +2' 15"   | 4     |
| 4   | Arsenius Butscher | Kurt Huber      | BMW  | +2' 30" 8 | 3     |
| 5   | Otto Kölle        | Dieter Hess     | BMW  | +3' 54" 4 | 2     |
| 6   | August Rohsiepe   | Lothar Böttcher | BMW  |           | 1     |